# Elmer Keith
Elmer Merrifield Keith (08 de março de 1899 — 14 de fevereiro de 1984), foi um rancheiro de Idaho, entusiasta de armas de fogo e autor. Keith foi fundamental para o desenvolvimento do primeiro cartucho de revólver magnum, o .357 Magnum, bem como os posteriores .44 Magnum e .41 Magnum, ele foi chamado por Roy G. Jinks como "o pai da arma curta de grande porte".